# 斑馬蟹守螺
斑馬蟹守螺（学名：Cerithium zebrum）为蟹守螺科蟹守螺屬下的一个种。